# Mariette Lydis
Mariette Lydis (Vienne, 1887 - Buenos Aires, 1970) est une artiste peintre, graveuse et illustratrice autrichienne qui a connu le succès à Paris, dans les années 1930, à Montparnasse, puis en Argentine où elle s'expatrie en 1940.

## Biographie
Mariette Lydis nait à Vienne en Autriche, le 24 août 1887, sous le nom de Marietta Ronsperger, fille de Franz Ronsperger et de Eugenia Fischer. Sa sœur Edith Ronsperger, née le 12 février 1880, créatrice de livrets d'Opéra, se suicide à Florence en 1921, et son frère Richard, né le 14 mars 1881, et mort le 15 février 1932, aurait été interné. 
De 1919 à 1922, elle signe ses œuvres des initiales MPK pour « Marietta Pachoffer-Karñy », nom issu de son premier mariage en 1910 avec Julius Koloman Pachoffer-Karñy (décédé le 22 avril 1922). 
Mariée en secondes noces selon le rite Orthodoxe en 1918 à Jean Lydis, elle vit à Castella au Pirée près d'Athènes. Le couple se sépare en 1925. 
Elle vit ensuite près de Florence, Villa Ruspoli, San Domenico di Fiesole en Italie. 
En 1925, elle fait la connaissance de Massimo Bontempelli avec qui elle voyage à Paris. Elle s'installe en France de 1926 à 1939. Durant ces années, elle expose et devient membre du Salon d'Automne présidé par Frantz Jourdain.   
Elle participe aux expositions de groupe organisées par la Société des femmes artistes modernes (FAM), créée en 1931 par Marie-Anne Camax-Zoegger. Elle est présente sur la liste des artistes de l'exposition ouverte en 1935 à la Galerie Bernheim-Jeune.   
Elle se lie au comte Giuseppe Govone, éditeur d'art, en 1928 et l'épouse le 1er août 1934. Pour lui elle illustre les livres de beaucoup d'auteurs et entretient une grande amitié avec Henry de Montherlant qui se matérialise par l'édition en 1938 d'une première monographie préfacée par l'auteur des Jeunes Filles. À partir de 1926 et jusqu'en 1940, Mariette Lydis entretient des relations amicales avec sa compatriote autrichienne, Erna Redtenbacher, traductrice en allemand des romans de Colette. Elle réalise quatre portraits d'elle entre 1927 et 1934.  
Après l'Anschluss, par les nouvelles reçues de ses amies, sous la crainte de l'invasion allemande, elle part pour l'Angleterre avec son amie éditrice Erica Marx ; après Cobham où réside la famille Marx, elles se réfugient à Winchcombe près de Cheltenham dans les Costwolt, en 1939, jusqu'au départ de Mariette Lydis seule pour Buenos Aires en juillet 1940.
Après une monographie dont elle rédige en 1944 la préface, Coupe à travers moi-même, une sorte d'autobiographie, elle publie une sélection de peintures et dessins récents dans Mariette Lydis (Paris, Nouvelles Éditions françaises, 1949), avec une préface  de Montherlant. Cette collection de seize œuvres reproduites, comprend par exemple, Legato (dessin, 1943) ; Pietà (dessin, 1943) ; I am the Mother of Our Lord (dessin) ; et surtout son chef-d'œuvre Doña Gregoria (dessin, 1944).
Une donation au musée des beaux-arts de Buenos Aires (Museo Eduardo Sivori[pas clair]) en 1969 lui assure la postérité comme artiste argentine.
Décédée le 26 avril 1970, elle repose au cimetière du quartier de la Recoleta à Buenos Aires.
Du 11 juillet au 24 septembre 2019 le musée Sivori organise une Exposition sur le Thème A la recherche de Mariette Lydis à l'occasion de l'édition d'une biographie de l'artiste par Jorge Correa († 2018) à l'issue de vingt années d'enquête.

## Style
Mariette Lydis est notamment connue par ses estampes en couleurs et par ses illustrations (Les Fleurs du mal, par exemple) aux nuances délicates. Sa gravure est comparable dans sa finesse au travail de Foujita. 
Sa peinture représentative de la période Art déco et de l'école de Paris à Montparnasse côtoyait celles de Tamara de Lempicka ou Pascin dans les collections de Barry Friedman.  

## Liste des œuvres

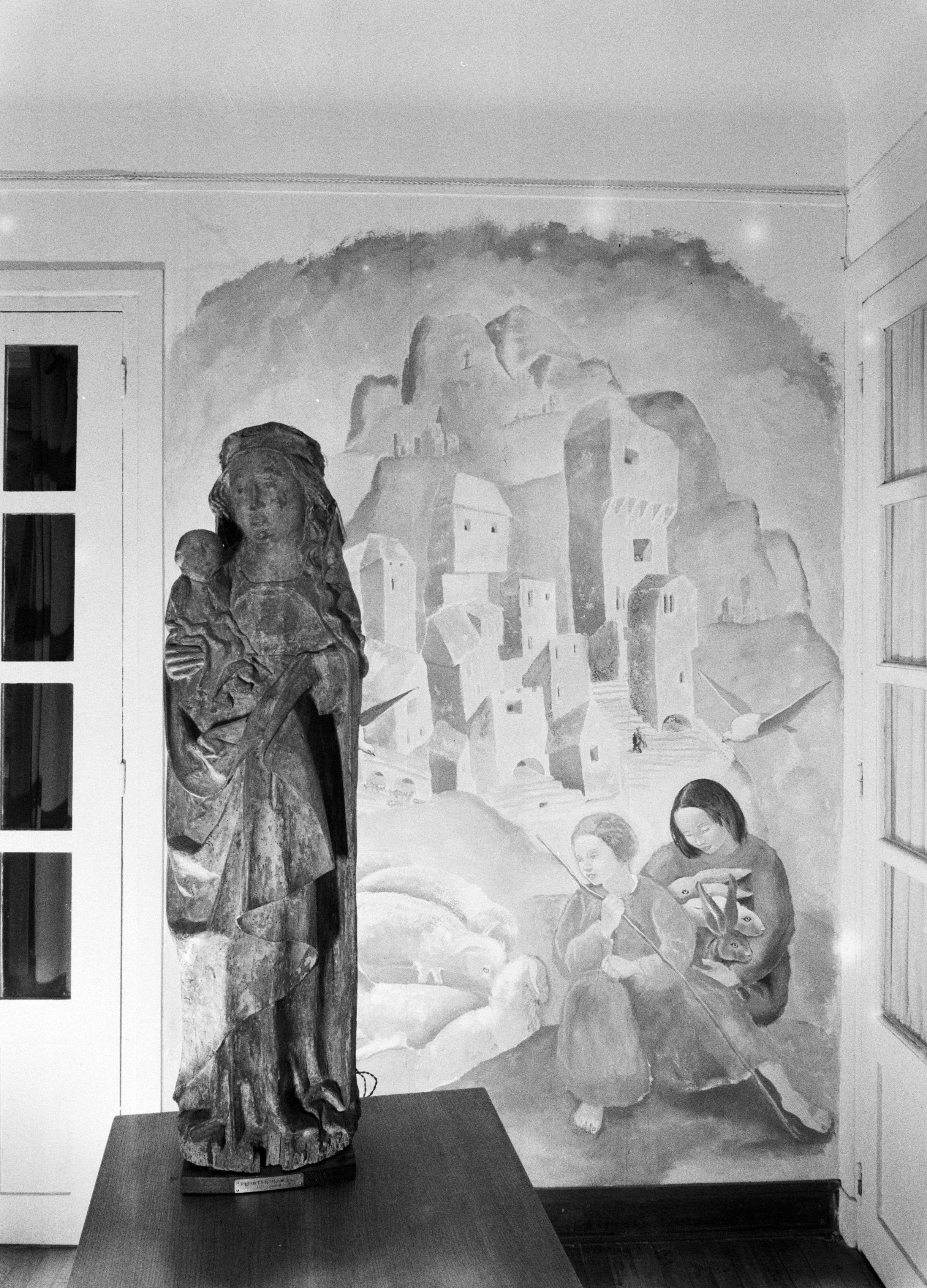
Maison de Mariette Lydis (1936)

- Der Mantel der Träume. Chinesische Novellen. Bela Balazs. D&R Bischoff München, 1922.
- Miniaturen, Erich-Ernst Schwabach, Müller&Co-Verlag Potsdam 1924.18 Estampes enluminées. Reliure vélin par l'atelier Otto Dorfner, Weimar.
- Lesbiennes, eaux-fortes, 1924[4]
- Koran, 42 Miniaturen zum Koran. Berlin, Brandus-schen Verlag Berlin, 1924
- Le Coran, les mêmes illustrations texte français, Paris, 1927 100 exemplaires reliés cuir Olive.
- Criminelles. 24 eaux-fortes. Edité en 75 exemplaires. In-4. Suite d'eaux fortes en feuilles dans une couverture toilée de l'artiste représentant une fenêtre à barreaux avec titre à la gouache. Paris 1927
- Le serviteur Châtié, (Montherlant) 1927, Toulouse Editions des cahiers libres. 5 illustrations.
- Le Petit Jésus, Joseph Delteil, 1928 Paris Edition du Delta 5 eaux fortes
- Sappho, eaux-fortes, 1933
- Les Litanies de la Vierge, Armand Godoy, Blaizot et fils, Paris 1934 48 lithographies enluminées
- Le Trèfle à Quatre Feuilles ou La Clef du Bonheur, Texte et dessins de ML Paris Editions du Raisin (ou Govone) 1935 16 illustrations.
- Les Claudine, Colette Paris 1935
- André Lichtenberger, Angomar et Priscilla, coll. « Pour nos enfants », Paris, Calmann-Lévy ; lithogr. Mourlot, 1935.
- Une Jeune Pucelette .. (Folastrie) Pierre de Ronsard, 2 pointes sèches, Les Indifférents Paris, 1936 "non mis dans le commerce".
- Monographie, 1945 Viau, Buenos Aires. ("Coupe à travers moi-même" texte de Mariette Lydis)
- Les Chansons de Bilitis, Pierre Louys Georges Guillot Paris 1946, 20 pointes sèches.
- Madame Bovary, Gustave Flaubert Paris, Jacques Vialetay, 1949
- 11 eaux-fortes pour Serge Sandrier, de Henry de Montherlant, éditions Gilbert Drouin, Paris, 1948, tirage de 250 exemplaires.
- 16 lithographies originales pour Les Paradis artificiels de Charles Baudelaire. Paris, éditions Vialetay, 1955. Tirage limité à 311 exemplaires.